# Riksriddare
Riksriddare betecknade i tysk-romerska riket dels det ridderskap som var kejsarens omedelbara undersåtar, dels de som förlänats riddartiteln genom kejserligt adelsbrev.

## Riksridderskapet
Riksridderskapet (även riksadelsståndet) var den fria adel, som med sina besittningar i Schwaben, Franken och Rhenlandet var omedelbart lydande under kejsaren och riket. Det saknade dock säte och stämma på riksdagarna. Det tillhörde därmed den lågadel som inte utgjorde ett riksstånd. Mot det tysk-romerska rikets slut omfattade riksridderskapet omkring 350 familjer med omkring 450 000 undersåtar. Det upphörde genom riksmediatiseringen 1806.

## Brevadeln
Ett kejserligt adelsbrev medförde adligt och ridderligt stånd för dess innehavare i hela det tysk-romerska riket, utan naturalisation av de riksomedelbara härskarna.